# Kawasaki 1400 GTR
Die Kawasaki 1400 GTR ist ein Motorrad der Kategorie Sporttourer des japanischen Herstellers Kawasaki.

## Eigenschaften

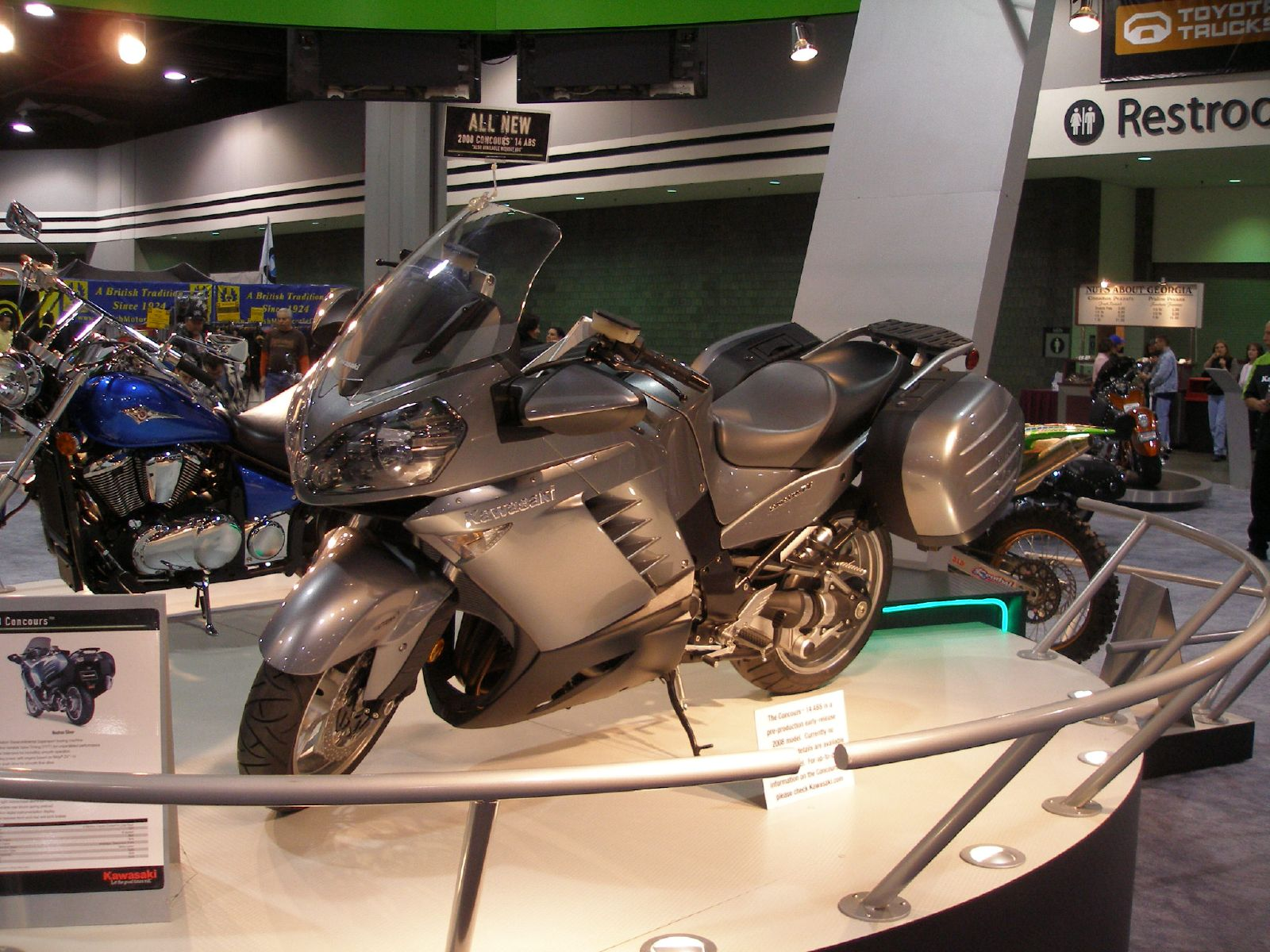
1400 GTR – Modell bis 2009

Die 1400 GTR ist Nachfolger der Kawasaki GTR 1000 und wurde in Europa von 2007 bis 2016 angeboten. Auf dem US-amerikanischen Markt wird die Kawasaki 1400 GTR als Concours 14 angeboten. Sowohl das Kardan-System mit Tetralever-Momentabstützung als auch ein modernes Motormanagement (basierend auf dem Motor der ZZR 1400) inkl. variabler Steuerung der Einlass-Nockenwelle bilden die Eckdaten dieses Motorrads. Außerdem wurde ein „KIPASS“ genanntes Schlüsselsystem integriert, bei welchem der Schlüssel im Motorrad verbleiben kann sowie das Motorrad nur gestartet, bzw. der Schlüssel nur abgezogen werden kann, wenn ein spezieller Transponder in Reichweite ist. Weiterhin verfügt die 1400 GTR über eine Anti-Hopping-Kupplung, elektrisch verstellbarer Windschild, serienmäßiges Koffersystem, Reifendruckkontrollsystem, ABS, Warnblinkanlage und 12-V-Anschluss. Der 6. Gang dieses Motorrads ist ähnlich einem Overdrive Getriebe mit langer Übersetzung ausgelegt, um die Drehzahlen bei hohen Geschwindigkeiten niedrig zu halten. Deshalb wird die Höchstgeschwindigkeit im 5. Gang erreicht. In den Gängen 1 bis 4 wird die Leistung elektronisch reduziert, um die Fahrbarkeit zu erhöhen.

### Modellpflege 2010 (ZGT40C)
Ab Anfang 2010 wurde die 1400 GTR unter der Typenbezeichnung ZGT40C überarbeitet angeboten. Änderungen:
- Elektronisch gesteuerte Traktionskontrolle (Kawasaki KTRC)
- Größerer Windschild (7 cm höher sowie breiter)
- Höhergelegte Rückspiegel
- veränderte Verkleidung mit wesentlich größeren Luftauslasskanälen
- Beheizbare Lenkergriffe, dreistufig wählbar
- Kombibremssystem mit K-ACT ABS mit zwei vom Fahrer umschaltbaren Modi.
- Benzinsparmodus mit ECO-Anzeige (Umschaltbares Mapping der Saugrohreinspritzung), um normal oder benzinsparend (Fuel Economy Assistant Mode) zu fahren. Hierbei wird das Gemisch wesentlich magerer eingestellt.
- Außentemperaturanzeige im Bordcomputer
- Hitzeschild am Auspuffkrümmer
- Bordcomputer Modusumschaltung am Lenker (bisher nur am Bordcomputer vorne im Dashboard mittels zweier Taster umschaltbar)
- KIPASS Schlüssel im Scheckkartenformat
- bisheriges Tankfach ersatzlos gestrichen, stattdessen zwei Haken zur Anbringung eines Tankrucksacksystems
- in der linken Seitenverkleidung elektrisch verschließbares öffnendes Fach

### Modellpflege 2015 (ZGT40E)
Zum Modelljahr 2015 erhielt die 1400 GTR einen überarbeiteten Windschild, eine geänderte Sitzbank sowie ein anders abgestimmtes ABS. Der erste Gang wurde 6 % kürzer übersetzt. Das Leergewicht wurde um 7 kg reduziert.

### Einstellung des Verkaufs in Europa
Die per 1. Januar 2017 für bestehende Motorrad-Fahrzeugtypen verbindlich gewordene Euro 4 Abgasnorm erfüllt die 1400 GTR nicht. Somit war das Modelljahr 2016 das letzte in der Europäischen Union angebotene Modell.

### Zubehör
Für die 1400GTR wird von Kawasaki umfangreiches modellspezifisches Zubehör angeboten, u. a. Kofferinnentaschen, Topcase, Navigationsgeräte-Halter, größerer Windschild etc.

### 1400GTR Grand Tourer
Die Ausstattungsvariante „1400 GTR Grand Tourer“ enthält Kofferinnentaschen, Topcase, Navigationsgeräte-Halter und diverse Folierungen zum Kratzschutz.

## Modelle
| Modelljahr | Typenbezeichnung | Listenpreis (inkl. MwSt., Deutschland) | Farben |
| ---------- | ---------------- | -------------------------------------- | --- |
| 2008       | ZGT40A           | 15.750,00 €                            | Neutron Silver (Silber) Metallic Diablo Black (Schwarz)                                                            |
| 2009       | ZGT40A           | 16.250,00 €                            | Metallic Midnight Sapphire Blue (Blau) Metallic Moondust Gray (Grau)                                               |
| 2010       | ZGT40C           | 16.995,00 €                            | Metallic Magnesium Gray/Flat Super Black (Grau/Schwarz) Candy Neptune Blue/Flat Super Black (Blau/Schwarz)         |
| 2011       | ZGT40C           | 16.995,00 €                            | Ebony Black (Schwarz) Metallic Dark Green/Flat Super Black (Grün/Schwarz)                                          |
| 2012       | ZGT40C           | 16.995,00 €                            | Candy Arabian Red/Flat Super Black (Rot/Schwarz) Metallic Midnight Sapphire Blue/Flat Super Black (Blau/Schwarz)   |
| 2013       | ZGT40C           | 17.495,00 €                            | Metallic Sparc Black (Schwarz) Pearl Meteor Gray/Flat Super Black (Grau/Schwarz)                                   |
| 2014       | ZGT40C           | 17.495,00 €                            | Metallic Sparc Black (Schwarz) Metallic Graphite Gray/Flat Super Black (Grau/Schwarz)                              |
| 2015       | ZGT40E           | 17.495,00 €                            | Metallic Spark Black / Metallic Flat Spark Black (Schwarz) Metallic Moondust Gray/Metallic Carbon Gray (Grau/Grau) |
| 2016       | ZGT40E           | 17.495,00 €                            | Metallic Moondust Gray/Metallic Carbon Gray (Grau/Grau)                                                            |

## Technische Daten
| Kraftstoff: Superbenzin, bleifrei | Verbrauch: ca. 6 l/100 km | Tankvolumen: 22 inkl. Reserve |
| Bohrung: 84,0 mm | Hub: 61,0 mm | Verdichtung: 10,7:1 |
| Bereifung vorne: 120/70 ZR-17 auf 3.50 × 17" | Bereifung hinten: 190/50 ZR-17 auf 6.00 × 17" | Zuladung: 200 kg |
| Wartungsintervall: 6000 km | | |
| Fahrwerk: vorne: 43 mm Upsideddown Gabel Zugstufendämpfung und Federbasis einstellbar. hinten: Alu-Zweiarmschwinge mit Gasdruckfederbein Zugstufendämpfung stufenlos einstellbar, Federbasis voll einstellbar. | Fahrwerk: vorne: 43 mm Upsideddown Gabel Zugstufendämpfung und Federbasis einstellbar. hinten: Alu-Zweiarmschwinge mit Gasdruckfederbein Zugstufendämpfung stufenlos einstellbar, Federbasis voll einstellbar. | Aluminium-Monocoque-Rahmen Lenkkopfwinkel: 63,9° Nachlauf: 112 mm                                                                                           |
| Ähnliche Modelle: Yamaha FJR1300, BMW K 1600 GT, BMW K 1200 GT, BMW K 1300 GT, Honda ST1300 Pan European, Moto Guzzi Norge GT 8V                                                                               | Besonderheiten: Monocoque-Rahmen, ABS, radial befestigte Bremssättel vorn, Tetralever, Reifendruckkontrollsystem, Koffersystem serienmäßig in Motorradfarbe                                                    | Besonderheiten: Monocoque-Rahmen, ABS, radial befestigte Bremssättel vorn, Tetralever, Reifendruckkontrollsystem, Koffersystem serienmäßig in Motorradfarbe |